# 1978
Het jaar 1978 is een jaartal volgens de christelijke jaartelling.

## Gebeurtenissen
januari
- 1 - Air India-vlucht 855, een Boeing 747 op weg naar Dubai, stort twee minuten na vertrek uit Bombay neer. Er vallen 213 doden.
- 23 - Als eerste land ter wereld verbiedt Zweden de verkoop van spuitbussen met drijfgas uit bezorgdheid over het gat in de ozonlaag.

februari
- februari - De 27-jarige taxichauffeur uit Honolulu Gordon Haller wint de eerste Ironman Hawaï.

maart
- 5 - De Nederlandse minister van Defensie Roelof Kruisinga treedt af uit bezwaar tegen de neutronengranaat. Een onderzoek naar het onreglementair aanschaffen van koopsompolissen wordt stilgelegd.
- 13 - Begin van de gijzeling in het provinciehuis in Assen door drie Zuid-Molukse jongeren; planoloog Ko de Groot wordt doodgeschoten.
- 14 - Leden van de Bijzondere Bijstands Eenheid (BBE) bestormen het provinciehuis in Assen, waarmee aan de gijzeling een einde komt. Gedeputeerde J. Trip raakt gewond en zal enkele weken later aan die verwondingen overlijden.
- 15 - Somalië sluit vrede met Ethiopië na een 8 maandenlange oorlog.
- 16 - De Italiaanse oud-premier Aldo Moro wordt uit zijn auto gesleurd door een commando van de Rode Brigades, dat vervolgens de auto met kogels doorzeeft, waarbij vijf mensen om het leven komen.
- 16 - Voor de kust van Bretagne, bij Portsall, gemeente Ploudalmézeau, loopt de olietanker Amoco Cadiz met ruim 200.000 ton ruwe olie aan de grond en veroorzaakt een olieramp.
- 19 - Nederland wint het wereldkampioenschap ijshockey voor C-landen in Las Palmas en promoveert naar de B-poule.
- 25 - Jan Raas wint voor de tweede opeenvolgende keer Nederlands enige wielerklassieker, de Amstel Gold Race.

april
- 2 - In Buenos Aires verliest Nederland in de finale van het WK hockey met 3-2 van Pakistan.
- 15 - Bij de treinramp bij Vado in Italië vallen 42 doden en 76 gewonden.
- 22 - Het One Love Peace Concert te Kingston, Jamaica

mei
- 1 - In Maastricht wordt profvoetbalclub MVV opgericht, als afsplitsing van MVV '02.
- 3 - Opening van de Stamlijn Eemshaven, de eerste goederenlijn van Roodeschool naar de nieuwe Eemshaven.
- 9 - PSV wint in het eigen stadion de UEFA-Cup door een 3-0-overwinning op het Franse Bastia.
- 9 - Na 54 dagen van onzekerheid wordt Aldo Moro's stoffelijk overschot aangetroffen in een geparkeerde auto, vlak bij het hoofdkwartier van zijn Christendemocratische partij.
- 10 - In attractiepark De Efteling in Kaatsheuvel wordt het Spookslot geopend als eerste écht grote attractie. De attractie is daarmee het grootste spookslot van Europa.
- 14 - Het team van de Sovjet-Unie wint het wereldkampioenschap ijshockey voor A-landen in Tsjecho-Slowakije.
- 15 - Voetbal : Club Brugge speelt als eerste Belgische ploeg, de finale in de beker der landskampioenen.
- 21 - Opening van de Luchthaven Narita bij Tokio, met zeven weken vertraging wegens vernielingen in de verkeerstoren door boeren die voor de aanleg zijn onteigend.

juni
- 13 - In de Libanese burgeroorlog worden Tony Franjieh en zijn vrouw en kind en 30 medestanders bij een bomaanslag gedood. Hij was de zoon van oud-president Suleiman Franjieh. De aanslag was het werk van de Forces Libanaises, en de burgeroorlog heeft zich hiermee uitgebreid tot binnen de christelijke gemeenschap.
- 16 - Première van de film Grease. De soundtrack staat wekenlang op nummer één en "Greasedansen" wordt een rage onder de jeugd.
- 19 - De eerste aflevering van de strip Garfield komt uit.
- 22 - De Amerikaanse astronoom James Christy ontdekt Pluto's maan en noemt haar Charon.
- 23 - Voor het eerst wordt in De Kuip een popconcert gehouden. Ruim 50.000 fans zijn getuige van het optreden van Bob Dylan, die zijn eerste Europese tournee maakt.
- 25 - In de finale van het WK voetbal verliest het Nederlands elftal met 3-1 van gastland Argentinië. Bij een stand van 1-1 in de laatste minuut van de reguliere speeltijd treft Rob Rensenbrink de paal.

juli
- 3 - Het allereerste Brunssum Open gaat van start. Dit is het oudste open internationale damtoernooi wereldwijd.
- 7 - De Salomonseilanden verkrijgen onafhankelijkheid.
- 10 - Martina Navrátilová lost Chris Evert na 140 weken af als de nummer één op de wereldranglijst der proftennisspeelsters. De geboren Tsjechische moet die positie na 26 weken weer afstaan aan haar Amerikaanse collega.
- 11 - Op de Spaanse camping Los Alfaques te Sant Carles de la Ràpita raakt een met vloeibaar gas gevulde tankauto van de weg en ontploft op een camping met als gevolg meer dan tweehonderd doden, onder wie 10 Nederlanders en 36 Belgen.
- 23 - De Franse wielrenner Bernard Hinault wint de Ronde van Frankrijk, de Nederlander Gerrie Knetemann de slotrit op de Champs-Elysées.
- 25 - De Roemeense generaal van de Securitate Ion Mihai Pacepa loopt over naar het westen.
- 31 -  In Vlaanderen worden de laatste streektrams opgeheven: Brussel – Wemmel, Brussel –  Koningslo en Brussel –  Grimbergen.

augustus
- 1 - In Melbourne wordt het eerste Cochleair implantaat geïmplanteerd.
- 6 - In het pauselijk buitenverblijf Castel Gandolfo overlijdt Paus Paulus VI aan de gevolgen van een hartaanval
- 10 - Op micronatie Sealand worden een aantal Nederlanders en een Duitser gevangengenomen, nadat zij de zoon van het staatshoofd gevangen hadden genomen
- 22 - Een commando-eenheid van de Sandinisten onder leiding van Edén Pastora (Commandante Zero) gijzelt het complete parlement van Nicaragua, en ruilt de leden hiervan tegen een groep gevangen kameraden.
- 26 - Als opvolger van Paus Paulus VI wordt de Italiaan Albino Luciani uitgeroepen tot paus. Hij neemt de naam Johannes Paulus I aan, als eerbetoon aan zijn twee voorgangers.
- 27 - Gerrie Knetemann wordt op de Nürburgring wereldkampioen wielrennen.

september
- 5 tot 8 - Op de 2e sessie van de Commissie voor het Werelderfgoed van de UNESCO in Washington worden de eerste acht cultureel-historische en vier natuur-historische locaties op de lijst geplaatst, waaronder de Dom van Aken en het Yellowstone National Park.
- 7 - moordaanslag in Londen op de Bulgaarse dissidente schrijver Georgi Markov door de Bulgaarse geheime dienst met een speciaal geprepareerde paraplu, waarin een injectienaald met (vermoedelijk) ricine is verborgen. Drie dagen later overlijdt hij in een ziekenhuis.
- 7 - In Pieterburen wordt door Bert Garthoff de eerste steen gelegd van de zeehondencrèche. Het centrum komt pal naast het huis van vrijwilliger Lenie 't Hart.
- 16 - Een aardbeving met een kracht tussen 7,5 en 7,9 op de schaal van Richter verwoest de stad Tabas in Iran. Ruim 15.000 mensen laten het leven.
- 16 - Keetie van Oosten-Hage verbetert in München het werelduurrecord.
- 17 - De Camp Davidakkoorden tussen Egypte en Israël worden gesloten.
- 25 - Een Boeing 727-200 van Pacific Southwest Airlines-vlucht 182 botst tijdens het landen tegen een Cessna 172 (Gibbs Flight Service). 137 passagiers en 7 personen op de grond vinden de dood.
- 28 - Paus Johannes Paulus I overlijdt - vermoedelijk - aan de gevolgen van een hartaanval. Zijn pontificaat heeft slechts 33 dagen geduurd.

oktober
- 1 - Tuvalu wordt onafhankelijk.
- 11 - Een woedende Leo Tindemans deelt het Belgische parlement mee het ontslag van zijn regering aan te bieden, na onenigheid over het Egmontpact.
- 11 - Koningin Juliana opent de nieuwe Moerdijkbrug.
- 14 - In Coevorden wordt de beeldengroep Ganzen Geesje onthuld ter ere van de vrouwen die vroeger hun ganzen naar de ganzenmarkt dreven.
- 16 - Karol Wojtyla, de aartsbisschop van Kraków, wordt uitgeroepen tot nieuwe paus. Hij neemt de naam Paus Johannes Paulus II aan.
- 28 - De voormalige Kreidler Club Oost (Amsterdam) wordt door de Hells Angels in San Bernardino erkend als Hells Angels Holland.

november
- 6 - Tussen Nes op het eiland Ameland en Holwerd op het Friese vasteland wordt de eerste melkpijpleiding voor lange afstand in gebruik genomen.
- 7 - Wim Aantjes treedt af als fractievoorzitter van het CDA in de Tweede Kamer na onthullingen over zijn gedrag tijdens de Tweede Wereldoorlog.
- 18 - In Jonestown schieten leden van de Peoples Temple, onder leiding van Jim Jones, leden van een commissie dood die Jonestown kwamen inspecteren. Vervolgens plegen honderden leden, op bevel van Jones, massaal zelfmoord.
- 27 - Burgemeester van San Francisco George Moscone en stadsbestuurder, homorechtenactivist Harvey Milk worden vermoord in het stadhuis van San Francisco door voormalig stadsbestuurder Dan White.

december
- 8 - In Spanje wordt per referendum met een grote meerderheid de huidige, post-Franquistische grondwet aangenomen.
- 20 - Het eerste deel van de Schiphollijn wordt officieel geopend: Amsterdam Zuid-Schiphol.
- 30 - Nederland wordt getroffen door zware sneeuwstormen die een ongekende chaos veroorzaken. Vooral de provincies Groningen, Drenthe en Friesland krijgen opgewaaide hopen sneeuw die soms meters hoog zijn, terwijl het in Zuid-Nederland tegelijkertijd regent bij temperaturen van +10 °C, maar ook daar gaat het later sneeuwen. Het gewone leven wordt enorm ontwricht. Er volgen twee maanden met ongekend winters weer, waarin zware sneeuwval en ijzel worden afgewisseld door dooiperiodes en de wegen zo glad worden, dat het tot eind februari niet mogelijk is veilig de weg op te kunnen.
- 30 - Generaal en chef-staf van het leger Mohammed Zia-ul-Haq wordt president van Pakistan, na de bloedeloze coup van 1977 waarbij premier Zulfikar Ali Bhutto werd afgezet.
- 30 - De Pakistaanse ex-president en ex-premier Bhutto wordt beschuldigd van het smeden van een moordcomplot en terdoodveroordeeld.

## Muziek

### Klassieke muziek
- meer dan 50 jaar nadat Frank Bridge het geschreven heeft, wordt Vignettes de Marseille voor het eerst uitgevoerd, tijdens een radio-uitzending.
- 20 januari: Kate Bush maakt haar allereerste single: Wuthering Heights.
- 14 februari: eerste uitvoering van het Tubaconcert van Vagn Holmboe
- 17 maart: eerste uitvoering van Phrygian gates van John Adams
- 12 april: eerste uitvoering van Les espaces du sommeil van Witold Lutosławski
- 8 juni: eerste uitvoering van Strijkkwartet nr. 15 van Vagn Holmboe
- 12 oktober: eerste uitvoering van Klavierstücke nr. 6 van Wolfgang Rihm
- 8 december: eerste uitvoering van de eerste versie van Shaker loops van John Adams

### Popmuziek
- 11 oktober - Veronica zend de eerste aflevering van het wekelijkse muziekprogramma Countdown uit, gepresenteerd door Lex Harding.

Bestverkochte singles in Nederland:
1. Boney M. - Rivers of Babylon / Brown girl in the ring
2. Yvonne Keeley & Scott Fitzgerald - If I had words
3. Olivia Newton-John & John Travolta - You're the one that I want
4. Wings - Mull of Kintyre
5. Mighty Sparrow & Byron Lee & the Dragonaires - Only a Fool
6. Blondie - Denis
7. Bee Gees - Stayin' alive
8. Conquistador - Argentina
9. Tol Hansse - Big city
10. Luv' - U.O. me (you owe me)

Bestverkochte albums in Nederland:
1. Soundtrack - Saturday night fever
2. Soundtrack - Grease
3. Gerry Rafferty - City to city
4. ABBA - The album
5. Tol Hansse - Moet niet zeuren!
6. Jeff Wayne - Musical version of "The war of the worlds"
7. Kate Bush - The kick inside
8. Santana - Moonflower
9. Fischer Chöre - De 20 grootste successen
10. Dire Straits - Dire Straits

### Prijzen
- De Amerikaanse schrijver Isaac Bashevis Singer ontvangt de Nobelprijs voor de Literatuur
- Michel van der Plas ontvangt de Tollensprijs

### Publicaties
- Een vlucht regenwulpen van Maarten 't Hart

## Beeldende kunst

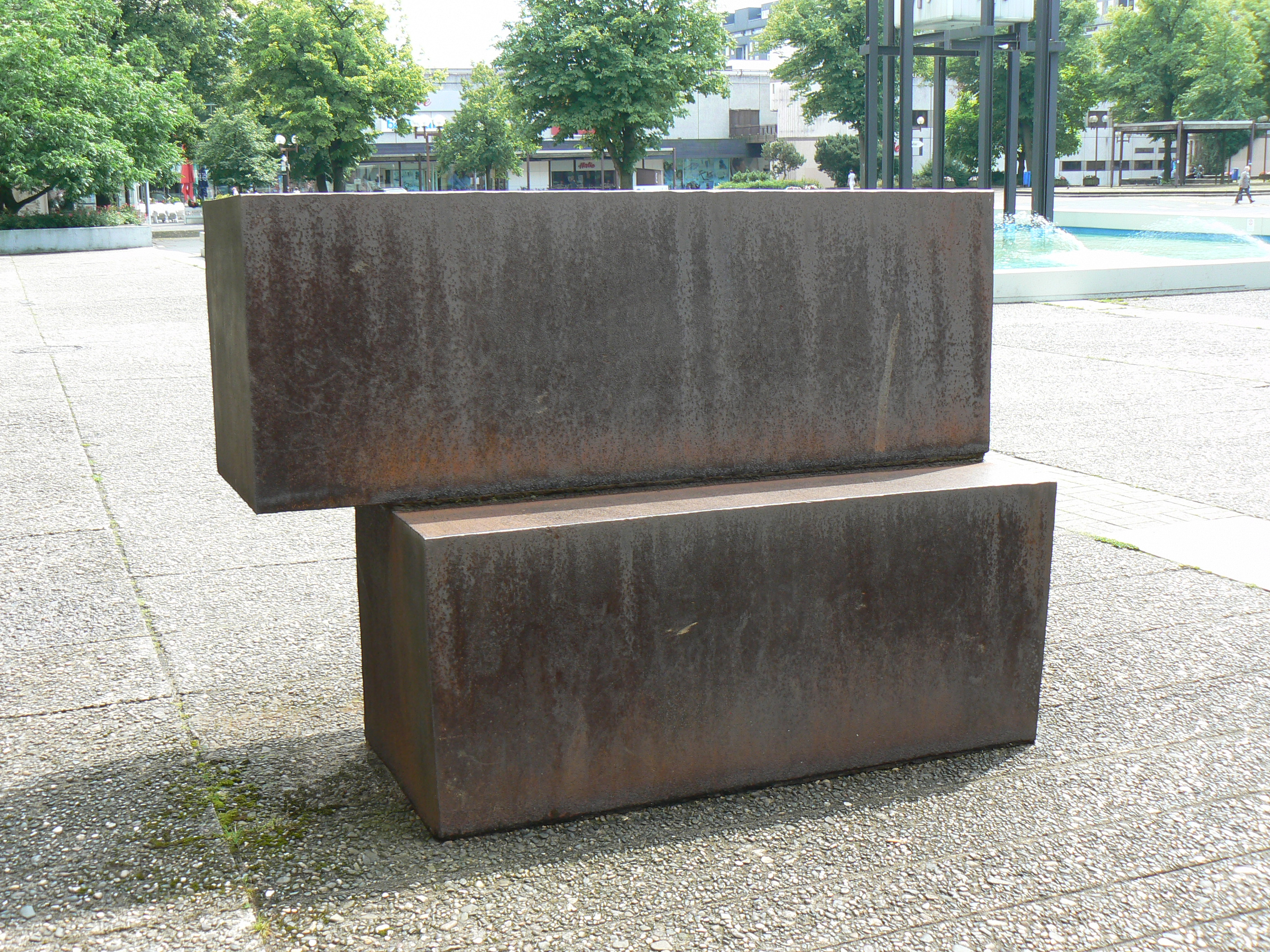
Untitled (1978) Richard Serra buitencollectie Skulpturenmuseum Glaskasten, Marl (Duitsland)
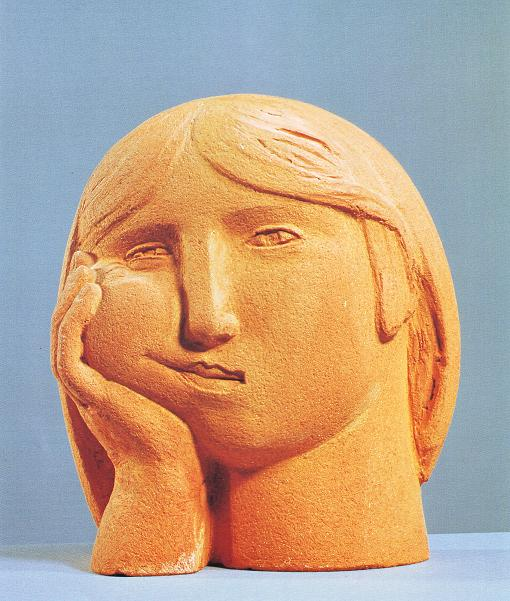
Aufgestützter Kopf (1978) Katharina Szelinski-Singer

## Bouwkunst

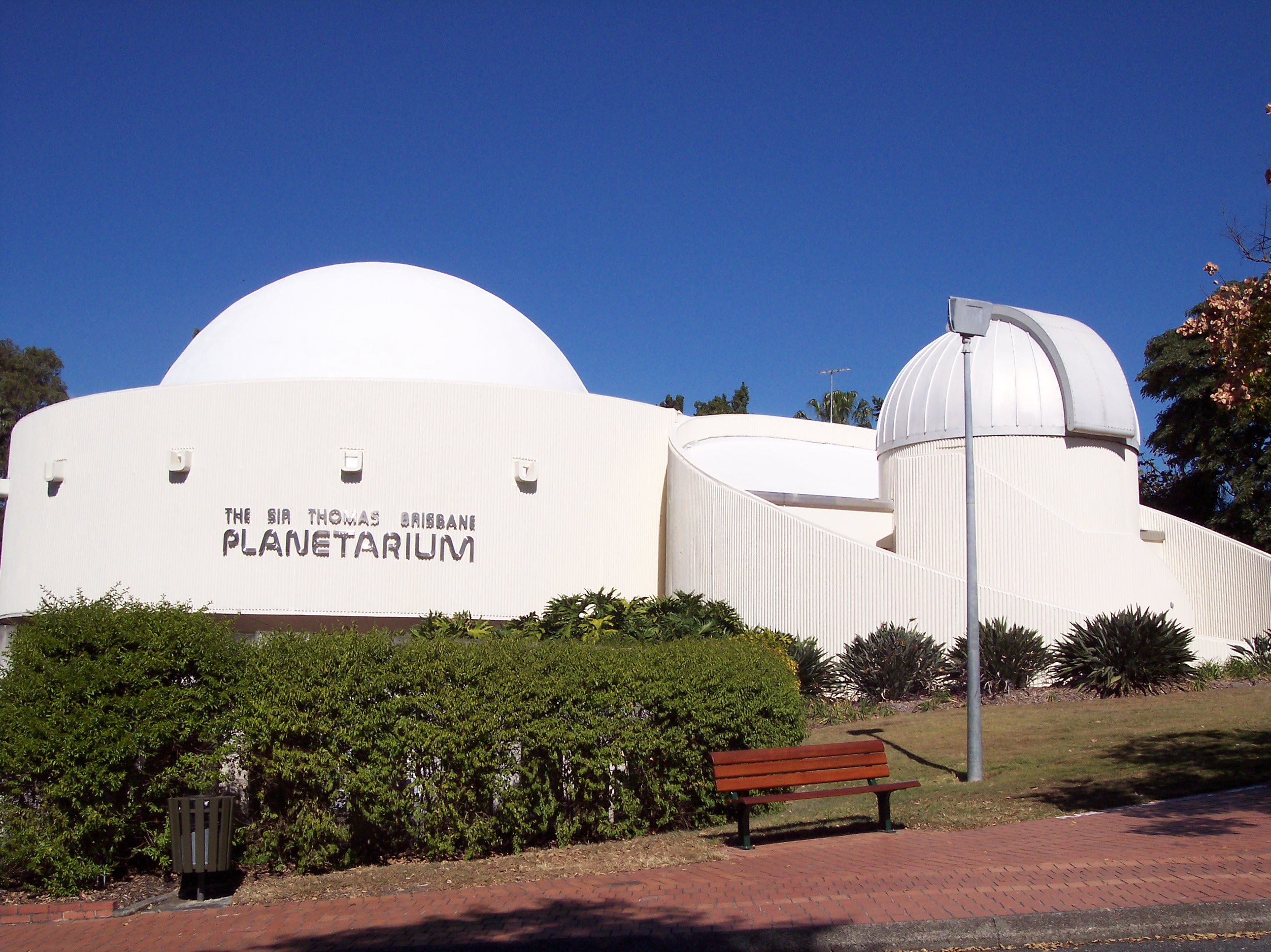
Thomas Brisbane Planetarium, Australië (1978)

## Geboren

### januari
- 1 - Abderrahime Bouramdane, Marokkaans atleet
- 1 - Yohann Diniz, Frans snelwandelaar
- 2 - Froylán Ledezma, Costa Ricaans voetballer
- 2 - Evgeniy Levchenko, Oekraïens voetballer
- 2 - Flower Tucci, Amerikaans pornoactrice
- 3 - Stefan Adamsson, Zweeds wielrenner
- 3 - Gerald Asamoah, Duits voetballer
- 3 - Ladj Ly, Frans filmregisseur en scenarioschrijver
- 4 - Dominik Hrbatý, Slowaaks tennisser
- 4 - Karine Ruby, Frans snowboardster (overleden 2009)
- 5 - Jaike Belfor, Nederlands actrice
- 5 - Anke Wischnewski, Duits rodelaarster
- 6 - Cédric Roussel, Belgisch voetballer (overleden 2023)
- 7 - Janine Jansen, Nederlands violiste
- 7 - Emilio Palma, eerste persoon geboren op Antarctica
- 8 - Oleksandr Bilanenko, Oekraïens biatleet
- 8 - Marco Fu, Chinees snookerspeler
- 9 - Gennaro Gattuso, Italiaans voetballer
- 9 - Alexander James McLean, Amerikaans zanger (o.a. Backstreet Boys)
- 10 - Kurt Van De Paar, Belgisch voetballer
- 11 - Malik Bouziane, Algerijns bokser
- 11 - Paul Edwards, Amerikaans autocoureur
- 11 - Joan Lino Martínez, Spaans verspringer
- 11 - Adepero Oduye, Amerikaans actrice
- 12 - Hannah Gadsby, Australisch comédienne
- 12 - Bonaventure Kalou, Ivoriaans voetballer
- 12 - Willemijn de Weerd, Nederlands kinderboekenschrijfster
- 13 - Chris De Witte, Belgisch voetballer
- 13 - Massimo Mutarelli, Italiaans voetballer
- 13 - Martin Truijens, Nederlands zwemtrainer
- 14 - Shawn Crawford, Amerikaans atleet
- 14 - William Hamlyn-Harris, Australisch atleet
- 15 - Franco Pellizotti, Italiaans wielrenner
- 16 - Koldo Gil, Spaans wielrenner
- 17 - Andy Marechal, Belgisch schaker
- 17 - Patrick Suffo, Kameroens voetballer
- 18 - Thor Hushovd, Noors wielrenner
- 18 - Bogdan Lobonț, Roemeens voetbaldoelman
- 18 - Stev Theloke, Duits zwemmer
- 19 - Zbigniew Małkowski, Pools voetballer
- 20 - Sonja Kesselschläger, Duits atlete
- 20 - Davit Mujiri, Georgisch voetballer
- 20 - Omar Sy, Frans acteur
- 21 - Nicolas Inaudi, Frans wielrenner
- 22 - Delphine Lecompte, Vlaams dichteres
- 22 - Jorge Martín Núñez, Paraguayaans voetballer
- 22 - Ben Quintelier, Belgisch atleet
- 23 - Dieter Coppens, Belgisch acteur en tv-maker
- 23 - Steven Thomson, Schots voetballer
- 24 - Veerle Baetens, Vlaams actrice
- 25 - Denis Mensjov, Russisch wielrenner
- 25 - Robin Nelisse, Nederlands voetballer
- 25 - Jason Roberts, Grenadiaans-Engels voetballer
- 25 - Volodymyr Zelensky, Oekraïens acteur en politicus
- 26 - Nastja Čeh, Sloveens voetballer
- 27 - Jeroen Boelen, Nederlands wielrenner
- 27 - Osbourne Moxey, Bahamaans atleet
- 27 - Gustavo Munúa, Uruguayaans voetballer
- 28 - Gianluigi Buffon, Italiaans voetballer
- 28 - Jamie Carragher, Engels voetballer
- 28 - Jasmin Handanovič, Sloveens voetballer
- 28 - Leki (Karoline Kamosi), Vlaams zangeres en presentatrice
- 28 - Papa Bouba Diop, Senegalees voetballer (overleden 2020)
- 29 - Martin Schmitt, Duits schansspringer
- 29 - Bronwyn Thompson, Australisch atlete
- 29 - Kirsten Verdel,  Nederlandse bestuurskundige, politica en publiciste
- 29 - Judith Visser, Nederlands schrijfster
- 31 - Marichelle de Jong, Nederlands boksster
- 31 - Andreas Oggenfuss, Zwitsers atleet

### februari
- 1 - Martijn van Dam, Nederlands politicus
- 1 - Claudia Nystad, Duits langlaufster
- 1 - Sara Tavares, Portugees - Kaapverdiaans zangeres (overleden 2023)
- 2 - Rudmer Heerema, Nederlands politicus (VVD)
- 3 - Tanja Nijmeijer, Nederlands lid van de Colombiaanse strijdgroep FARC
- 3 - Eliza Schneider, Amerikaans (stem)actrice, muzikant en dialectoloog
- 4 - Pavol Hurajt, Slowaaks biatleet
- 7 - Ashton Kutcher, Amerikaans acteur
- 7 - Ivan Leko, Kroatisch voetballer
- 8 - Josu Silloniz, Spaans wielrenner
- 9 - Mark Tullo, Chileens golfer
- 10 - Nahida Touhami, Algerijns atlete
- 11 - Lourence Ilagan,  Filipijns darter
- 12 - Simon van der Geest, Nederlands schrijver, dichter en theaterdocent
- 13 - Daniëlle de Bruijn, Nederlands waterpolospeelster
- 13 - Sandra Phlippen, Nederlands econoom
- 13 - Edsilia Rombley, Nederlands zangeres
- 15 - Alejandro Lembo, Uruguayaans voetballer
- 16 - Frédéric Amorison, Belgisch wielrenner
- 16 - Vala Flosadóttir, IJslands atlete
- 16 - Tia Hellebaut, Belgisch atlete
- 18 - Oliver Pocher, Duits presentator, komiek en acteur
- 18 - Josip Šimunić, Australisch-Kroatisch voetballer
- 18 - Rubén Xaus, Spaans motorcoureur
- 19 - Maarten Baas, Nederlands industrieel ontwerper
- 19 - Michalis Konstantinou, Cypriotisch voetballer
- 20 - Lauren Ambrose, Amerikaans actrice
- 20 - Julia Jentsch, Duits actrice
- 20 - Chelsea Peretti, Amerikaans actrice
- 21 - Ralf Bartels, Duits atleet
- 22 - Zoltán Balog, Hongaars voetballer
- 22 - Dominic Demeritte, Bahamaans atleet
- 22 - Kim Kay, Belgisch zangeres
- 23 - Lars Klingbeil, Duits politicus (SPD)
- 25 - Vladimir Baklan, Oekraïens schaker
- 25 - Yuji Nakazawa, Japans voetballer
- 25 - Ludwin Van Nieuwenhuyze, Belgisch voetballer
- 26 - Anuar Aoulad Abdelkrim, Nederlands cabaretier en stand-upcomedian
- 26 - Veena Malik, Pakistaans actrice en presentatrice
- 27 - James Beattie, Engels voetballer
- 27 - Kacha Kaladze, Georgisch voetballer
- 28 - Robert Heffernan, Iers atleet

### maart
- 1 - Jensen Ackles, Amerikaans acteur
- 3 - Samantha Ryan, Amerikaans pornografisch actrice
- 4 - Patrick Beljaards, Nederlands honkballer
- 5 - Stéphane Martine, Frans voetballer
- 6 - Michiel de Zeeuw, Nederlands acteur en zanger
- 8 -  Johanna Sjöberg, Zweeds zwemster
- 9 - Lucas Neill, Australisch voetballer
- 10 - André Höhne, Duits atleet
- 10 - Suze Mens, Nederlands tekevisiepresentatrice
- 12 - Cristina Teuscher, Amerikaans zwemster
- 12 - Jekaterina Volkova, Russisch atlete
- 13 - Jeroen Meus, Belgisch kok en tv-presentator
- 14 - Pieter van den Hoogenband, Nederlands zwemmer
- 15 - Ali Saïdi-Sief, Algerijns atleet
- 16 - Joakim Bäckström, Zweeds golfer
- 16 - Boris Derichebourg, Frans autocoureur
- 16 - Simone Sanna, Italiaans motorcoureur
- 17 - Ate van der Burgt, Nederlands atleet
- 17 - Saskia Fuchs, Nederlands hockeyster
- 18 - Brooke Hanson, Australisch zwemster en olympisch kampioene
- 18 - Petr Kopfstein, Tsjechisch piloot
- 19 - Cydonie Mothersille, atlete van de Kaaimaneilanden
- 20 - Roel van Velzen, Nederlands zanger en toetsenist
- 21 - Sally Barsosio, Keniaans atlete
- 21 - Alireza Faghani, Iraans voetbalscheidsrechter
- 21 - Kevin Federline, Amerikaans danser en rapper
- 21 - Bart Verbeeck (Showbizz Bart), Vlaams radio- en televisiepresentator
- 23 - Patrick Thaler,  Italiaans alpineskiër
- 24 - Philip Manyim, Keniaans atleet
- 24 - Gediminas Mažeika, Litouws voetbalscheidsrechter
- 24 - Monika Soćko, Pools schaakster
- 25 - Mads Kruse Andersen, Deens roeier
- 26 - Debbie Dunn, Jamaicaans/Amerikaans atlete
- 26 - Gerard Ekdom, Nederlands radio-dj
- 26 - Dicky Palyama, Nederlands badmintonner
- 26 - Sandra Romain, Roemeens pornoactrice
- 26 - Martin Šonka, Tsjechisch piloot
- 31 - Vivian Schmitt, Duits pornoactrice en model
- 31 - Tony Yayo, Amerikaans rapper (o.a. G-Unit)
- 31 - Nikos Zakos, Grieks autocoureur

### april
- 1 - Elijah Mutai, Keniaans atleet
- 1 - Akram Roumani, Marokkaans voetballer
- 1 - Nico Sijmens, Belgisch wielrenner
- 1 - Tinne Van der Straeten, Belgisch advocate en politica
- 1 - Miroslava Vavrinec, Zwitsers tennisspeelster
- 2 - Chiel Warners, Nederlands tienkamper
- 3 - Michael Gravgaard, Deens voetballer
- 3 - Tommy Haas, Duits tennisser
- 4 - Santiago Lorenzo, Argentijns atleet
- 5 - Franziska van Almsick, Duits zwemster
- 5 - Ghita Beltman, Nederlands wielrenster
- 5 - Dwain Chambers, Brits atleet
- 5 - Arnaud Tournant, Frans baanwielrenner
- 6 - Daphny van den Brand, Nederlands mountainbikester en veldrijdster
- 6 - Stijn Meert, Belgisch voetballer
- 7 - Martijn van Helvert, Nederlands politicus
- 8 - Bernt Haas, Zwitsers voetballer
- 8 - Mario Pestano, Spaans atleet
- 8 - Evans Rutto, Keniaans atleet
- 9 - Jelle Brandt Corstius, Nederlands correspondent, publicist en programmamaker
- 9 - Vesna Pisarović, Kroatisch zangeres
- 9 - Veronica Taylor, Amerikaans stemactrice
- 10 - Khalid El Boumlili, Marokkaans atleet
- 11 - Ariel Rosada, Argentijns voetballer
- 11 - Victor Sikora, Nederlands voetballer
- 12 - Guy Berryman, Brits basgitarist (Coldplay)
- 13 - Sylvie Meis, Nederlands televisiepresentatrice
- 13 - Carles Puyol, Spaans voetballer
- 13 - Raemon Sluiter, Nederlands tennisser
- 14 - Adnan Čustović, Bosnisch voetballer
- 15 - Chris Stapleton, Amerikaans singer-songwriter
- 16 - Noam Okun, Israëlisch tennisser
- 16 - Jelena Prochorowa, Russisch atlete
- 16 - Igor Tudor, Kroatisch voetballer
- 17 - Juan Guillermo Castillo, Uruguayaans voetballer
- 17 - Hannu Manninen, Fins noordse combinatieskiër
- 18 - Paul Biwott, Keniaans atleet
- 19 - James Franco, Amerikaans acteur
- 20 - Winston Bergwijn, Nederlands rapper
- 20 - Petra Grijzen, Nederlands journaliste en radio- en tv-presentatrice
- 20 - Mathew Hayman, Australisch wielrenner
- 21 - Joelia Petsjonkina, Russisch atlete
- 21 - Peter Zoïs, Australisch voetbaldoelman
- 23 - Gezahegne Abera, Ethiopisch atleet
- 23 - Susanne Hahn, Duits atlete
- 24 - Gerthein Boersma, Nederlands stand-upcomedian en tekstschrijver
- 24 - Marcus Brunson, Amerikaans atleet
- 24 - Jesper Christiansen, Deens voetballer
- 24 - Marcel Mbayo, Congolees voetballer
- 24 - Ronny Scholz, Duits wielrenner
- 24 - Beth Storry, Engels hockeyster
- 25 - Laurent Cazenave, Frans autocoureur
- 25 - Duncan Kibet, Keniaans atleet
- 25 - Rody Turpijn, Nederlands voetballer
- 26 - Elson Becerra, Colombiaans voetballer (overleden 2006)
- 26 - Markus Hipfl, Oostenrijks tennisser
- 26 - Stana Katic, Canadees actrice
- 26 - Tyler Labine, Canadees acteur
- 26 - Andrés Mendoza, Peruviaans voetballer
- 26 - Pablo Schreiber, Canadees/Amerikaans acteur
- 26 - Charles Wegelius, Brits wielrenner
- 27 - Jakub Janda, Tsjechisch schansspringer
- 27 - Remmert Wielinga, Nederlands wielrenner
- 28 - José Adrián Bonilla, Costa Ricaans wielrenner
- 28 - Arjan Smit, Nederlands skeeleraar
- 29 - Bob en Mike Bryan, Amerikaanse tennistweeling
- 29 - Neil Doyle, Iers voetbalscheidsrechter
- 30 - Kristina Bozilovic, Servisch-Nederlands televisiepresentatrice

### mei
- 2 - Rolf Ineichen, Zwitsers autocoureur
- 3 - Doris Günther, Oostenrijks snowboardster
- 4 - Igor Bišćan, Kroatisch voetballer
- 4 - Germán Delfino, Argentijns voetbalscheidsrechter
- 5 - Thomas Abyu, Ethiopisch-Brits atleet
- 5 - Cemile Giousouf, Duits-Griekse politica
- 5 - Yvonne van Vlerken, Nederlands triatleet en duatleet
- 6 -  Nuno Lopes, Portugees acteur
- 7 - James Carter, Amerikaans atleet
- 7 - Peter Wessels, Nederlands tennisser
- 8 - Hilde De Baerdemaeker, Vlaams actrice
- 8 - Marjan Duchesne, Vlaams presentatrice
- 8 - Josie Maran, Amerikaans actrice en fotomodel
- 9 - Eric Chaudouet, Frans golfer
- 9 - Li Fuyu, Chinees wielrenner
- 10 - Marcelien de Koning, Nederlands zeilster
- 10 - Reinaldo Navia, Chileens voetballer
- 11 - Laetitia Casta, Frans fotomodel en actrice
- 12 - Jason Biggs, Amerikaans acteur
- 12 - Annette Bjelkevik, Noors schaatsster
- 12 - Janne Räsänen, Fins voetballer
- 13 - Iván Leonardo López, Colombiaans voetballer
- 13 - Serghei Pogreban, Moldavisch voetballer
- 14 - Assunta Legnante, Italiaans atlete/paraympisch atlete
- 15 - Dwayne De Rosario, Canadees voetballer
- 15 - Edu, Braziliaans voetballer
- 15 - Kosei Inoue, Japans judoka
- 15 - Egoi Martínez, Spaans wielrenner
- 15 - Sue Rolph, Brits zwemster
- 15 - Akihiro Tabata, Japans voetballer
- 15 - Pavel Zerzáň, Tsjechisch wielrenner
- 17 - Stefan Herbst, Duits zwemmer
- 17 - Paddy Kenny, Iers voetballer
- 18 - Charles Kamathi, Keniaans atleet
- 19 - Katarina Justić, Nederlands actrice
- 19 - Jiske Snoeks, Nederlands hockeyster
- 20 - Nils Schumann, Duits atleet
- 21 - Oscar Nogués, Spaans autocoureur
- 22 - Steve Van Bael, Belgisch stripauteur
- 26 - Laurence Fox, Brits acteur
- 26 - Benji Gregory, Amerikaans acteur (overleden 2024)
- 26 - Elke Vanelderen, Vlaams presentatrice
- 27 - Tom Gernaey, Vlaams presentator
- 28 - Jimmy Casper, Frans wielrenner
- 29 - Sébastien Grosjean, Frans tennisser
- 30 - Sandra Braam, Nederlands paralympisch sportster
- 30 - Khalid Kasem, Marokkaans-Nederlands advocaat en talkshowpresentator
- 30 - Nicolás Olivera, Uruguayaans voetballer
- 31 - Tamara Brinkman, Nederlands actrice
- 31 - Aleksej Zagornyj, Russisch atleet

### juni
- 1 - Alessandra Aguilar, Spaans atlete
- 1 - Hasna Benhassi, Marokkaans atlete
- 1 - Antonietta Di Martino, Italiaans atlete
- 1 - Irina Dufour, Belgisch atlete
- 1 - Aleksandar Šapić, Servisch waterpoloër
- 2 - Nikki Cox, Amerikaans actrice
- 2 - Caroline Goetghebuer, Belgisch atlete
- 2 - Janne Hietanen, Fins voetballer
- 2 - Justin Long, Amerikaans acteur
- 2 - Robert Petrov, Macedonisch voetballer
- 2 - Marcelo Sosa, Uruguayaans voetballer
- 3 - Kamil Čontofalský, Slowaaks voetballer
- 6 - Judith Barsi, Amerikaans kinderster (overleden 1988)
- 6 - Roelof den Ouden, Nederlands schrijver van jeugdliteratuur
- 6 - Andrew Reynolds, Amerikaans skateboarder
- 7 - Mathias Coppens, Vlaams presentator
- 7 - Mattias Gestranius, Fins voetbalscheidsrechter
- 7 - Marc Wagemakers, Belgisch voetballer
- 8 - Gaia Bassani Antivari, Azerbeidzjaans alpineskiester
- 8 - Juan Miguel Mercado, Spaans wielrenner
- 9 - Matthew Bellamy, Brits zanger, gitarist en toetsenist (Muse)
- 9 - Barbara van Bergen, Nederlands paralympisch sportster
- 9 - Miroslav Klose, Pools-Duits voetballer
- 10 - Macarena Rodríguez, Argentijns hockeyster
- 11 - Peter Dijkstra, Nederlands dirigent
- 11 - Joshua Jackson, Canadees acteur
- 11 - Bruce Jouanny, Frans autocoureur
- 14 - Iryna Chljoestava, Wit-Russisch atlete
- 15 - Wilfred Bouma, Nederlands voetballer
- 15 - Rohullah Nikpai, Afghaans taekwondoka
- 15 - Erik van Vreumingen, Nederlands atleet
- 16 - Daniel Brühl, Duits acteur
- 17 - Masato Uchishiba, Japans judoka
- 18 - Kathleen Aerts, Belgisch zangeres
- 18 - Pol Amat, Spaans hockeyer
- 18 - István Bernula, Hongaars autocoureur
- 18 - Severine Doré, Vlaams zangeres
- 18 - Wang Liqin, Chinees tafeltennisser
- 19 - Glennis Grace, Nederlands zangeres
- 19 - Dirk Nowitzki, Duits basketballer
- 21 - Thomas Blondeau, Vlaams schrijver, dichter en journalist (overleden 2013)
- 21 - Abdelkrim Brahmi, (Rim'K) Frans-Algerijns rapper
- 21 - David Mandago, Keniaans atleet
- 22 - José Meolans, Argentijns zwemmer
- 24 - Juan Román Riquelme, Argentijns voetballer
- 24 - Emppu Vuorinen, Fins gitarist (Nightwish)
- 25 - Jan Six XI, Nederlands kunsthistoricus en kunsthandelaar
- 26 - Tory Mussett, Australisch actrice
- 26 - Mark Veens, Nederlands zwemmer
- 27 - Malik Allen, Amerikaans basketballer
- 29 - Nicole Scherzinger, Amerikaans zangeres, danseres en actrice (Pussycat Dolls)
- 30 - Patrick Ivuti, Keniaans atleet

### juli
- 1 - Mark Hunter, Brits roeier
- 2 - Kossi Agassa, Togolees voetballer
- 2 - Matteo Bobbi, Italiaans autocoureur
- 2 - Glody Dube, Botswaans atleet
- 3 - Camiel van den Bergh, Nederlands wielrenner
- 3 - Kim Kirchen, Luxemburgs wielrenner
- 3 - Mizuki Noguchi, Japans atlete
- 4 - Peter Mankoč, Sloveens zwemmer
- 4 - Fatima Moreira de Melo, Nederlands hockeyster en zangeres
- 4 - Émile Mpenza, Belgisch voetballer
- 5 - Brenda Froyen, Belgisch auteur, lector en activiste (overleden 2024)
- 6  - Joseba Albizu, Spaans wielrenner
- 7 - Bloem de Ligny, Nederlands zangeres
- 9 - Kara Goucher, Amerikaans atlete
- 9 - Natalie Saville, Australisch atlete
- 11 - Svetlana Ganina, Russisch tafeltennisspeelster
- 11 - Massimiliano Rosolino, Italiaans zwemmer
- 12 - Rudy van Breemen, Nederlands paralympisch sporter
- 12 - Florien Cornelis, Nederlands hockeyster
- 12 - Michelle Rodríguez, Amerikaans actrice
- 13 - Filippo Antonelli, Italiaans voetballer
- 13 - Eva Jinek, Nederlands journaliste en televisiepresentatrice
- 13 - Kate More, Nederlands pornoactrice
- 14 - Nadja Nooijen Nederlands zangeres (o.a. Close II You)
- 16 - Huub Smit, Nederlands acteur
- 18 - Goran Brajković, Kroatisch voetballer (overleden 2015)
- 18 - Tomas Danilevičius, Litouws voetballer
- 20 - Danil Boerkenja, Russisch atleet
- 20 - Charlie Korsmo, Amerikaans acteur
- 20 - Linda Mertens, Vlaams zangeres (Milk Inc.)
- 21 - Deniz Aytekin, Duits voetbalscheidsrechter
- 21 - Artjom Detisjev, Russisch schaatser
- 21 - Josh Hartnett, Amerikaans acteur
- 21 - Damian Marley, Jamaicaans reggae-zanger
- 21 - Gijs Rademaker, Nederlands televisiejournalist en -presentator
- 21 - Stijn Verleyen, Belgisch atleet
- 22 - Dennis Rommedahl, Deens voetballer
- 23 - Heather Moyse, Canadees bobsleester en atlete
- 24 - Slongs Dievanongs, Belgisch zangeres
- 25 - Stephen Jones, Barbadiaans atleet
- 26 - Kevin Kim, Amerikaans tennisser
- 26 - Raily Legito, Antilliaans-Nederlands honkballer
- 27 - Thijs Römer, Nederlands acteur
- 28 - Gerco Schröder, Nederlands springruiter
- 29 - Sunny Wong, Hongkongs autocoureur
- 30 - Adrien Hardy, Frans roeier
- 31 - Jorge Acuña, Chileens voetballer
- 31 - Will Champion, Brits drummer
- 31 - Clayton Pisani, Maltees voetbalscheidsrechter

### augustus

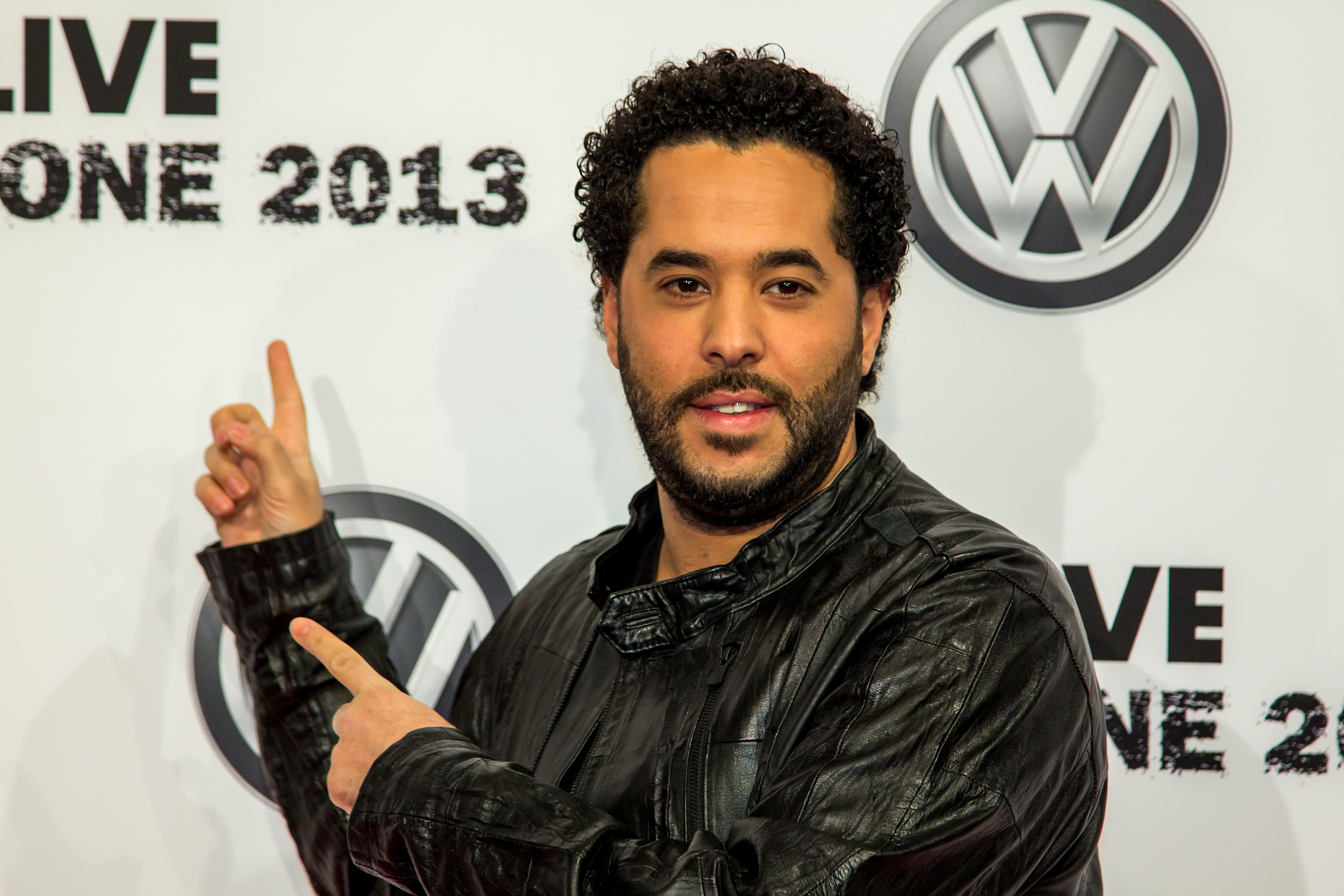
Adel Tawil,
geboren op 15 augustus

- 1 - Tina Bachmann, Duits hockeyster
- 1 - Severin von Eckardstein, Duits pianist
- 2 - Goran Gavrančić, Servisch voetballer
- 3 - Rati Aleksidze, Georgisch voetballer
- 3 - Ellery Cairo, Nederlands voetballer
- 3 - Juan Carlos Higuero, Spaans atleet
- 3 - Mariusz Jop, Pools voetballer
- 5 - Rita Faltoyano, Hongaars zwemster, fotomodel en pornoactrice
- 5 - Kim Gevaert, Belgisch atlete
- 5 - Harel Levy, Israëlisch tennisser
- 8 - Sean Sullivan, Australisch wielrenner
- 9 - Wesley Sonck, Belgisch voetballer
- 11 - Jermain Taylor, Amerikaans bokser
- 11 - Gerhard Trampusch, Oostenrijks wielrenner
- 12 - Jesse Mahieu, Nederlands hockeyster
- 13 - Tiany Kiriloff, Vlaams presentatrice
- 13 - Benjani Mwaruwari, Zimbabwaans voetballer
- 15 - Sanna Lenken, Zweeds regisseur en scenarioschrijver
- 15 - Adel Tawil, Duits zanger, songwriter en producer
- 15 - Kerri Walsh Jennings, Amerikaans beachvolleyballer
- 16 - Fu Mingxia, Chinees schoonspringster
- 17 - Mehdi Baala, Frans atleet
- 17 - Roger Flores, Braziliaans voetballer
- 18 - Carles Castillejo, Spaans atleet
- 18 - Jonathan Guilmette, Canadees shorttracker
- 21 - Jesús España, Spaans atleet
- 22 - Kutre Dulecha, Ethiopisch atlete
- 22 - Jörg van Nieuwenhuijzen, Nederlands voetballer
- 22 - Jennifer Petit, Belgisch atlete
- 23 - Kobe Bryant, Amerikaans basketballer (overleden 2020)
- 23 - Russell Downing, Engels wielrenner
- 23 - Vladan Kujović, Servisch voetballer
- 24 - José Antonio Hermida, Spaans wielrenner
- 25 - Adil Zourak, Marokkaans voetbalscheidsrechter
- 26 - Hestrie Cloete, Zuid-Afrikaans atlete
- 26 - Sagopa Kajmer, Turks rapper
- 26 - Mark Veens, Nederlands zwemmer
- 27 - Carolyn Adel, Surinaams zwemster
- 28 - Yves Allegro, Zwitsers tennisser
- 29 - Déborah Anthonioz, Frans snowboardster
- 29 - Joke Mortier, Belgisch atlete
- 31 - Clemens Arnold, Duits hockeyer
- 31 - Philippe Christanval, Frans voetballer
- 31 - Femke van der Laan, Nederlands journaliste, publiciste en programmamaakster
- 31 - Aleksandar Ranković, Servisch voetballer

### september
- 1 - Eduardo Domínguez, Argentijns voetballer
- 1 - Massimiliano Vieri, Australisch voetballer
- 1 - Jelka van Houten, Nederlands actrice
- 2 - Pietie Coetzee, Zuid-Afrikaanse hockeyster
- 3 - Sam Oud, Nederlands kanovaarder
- 3 - Jorge Verkroost, Nederlands musicalacteur
- 4 - Frederik Veuchelen, Belgisch wielrenner
- 5 - David García, Spaans motorcoureur
- 5 - Chris Hipkins, Nieuw-Zeelands politicus, premier van Nieuw-Zeeland
- 5 - Petra Zakouřilová, Tsjechisch alpineskiester
- 6 - Süreyya Ayhan, Turks atlete
- 6 - Foxy Brown, Amerikaans rapper
- 6 - Peter van Huffel, Canadees jazzmusicus
- 6 - Homare Sawa, Japans voetbalster
- 7 - Coleby Lombardo, Amerikaans acteur
- 7 - Masakazu Senuma, Japans voetballer
- 8 - Masahiro Koga, Japans voetballer
- 9 - Shane Battier, Amerikaans basketballer
- 9 - Robert Cheboror, Keniaans atleet
- 10 - Wolter Blankert, Nederlands roeier
- 11 - Brunhilde Verhenne, Vlaams-Belgisch miss
- 13 - Steven Colombeen, Belgisch musicalacteur en -zanger
- 13 - Zhang Shujing, Chinees atlete
- 14 - Ron DeSantis, Amerikaans republikeins politicus
- 14 - Elisabeth Willeboordse, Nederlands judoka
- 15 - Willemijn Hoebert, Nederlands weervrouw
- 15 - Kew Jaliens, Nederlands voetballer
- 15 - Francis Kibiwott Larabal, Keniaans atleet
- 15 - Marko Pantelić, Servisch voetballer
- 16 - Roeslan Baltiev, Kazachs voetballer
- 16 - Miguel Ángel Lozano, Spaans voetballer
- 17 - Madeleine Carole Kaboud Me Bam, Kameroens-Belgisch atlete
- 17 - Arne Slot, Nederlands voetballer
- 18 - Arthur Albracht, Nederlands radio-dj
- 19 - Charly Luske, Nederlands zanger, acteur en presentator
- 19 - Mariano Puerta, Argentijns tennisser
- 19 - Dario Smoje, Kroatisch voetballer
- 19 - Yvonne de Vreede, Nederlands atlete
- 20 - Sebastian Stahl, Duits autocoureur
- 22 - Harry Kewell, Australisch voetballer
- 23 - Ingrid Jacquemod, Frans alpineskiester
- 23 - Keri Lynn Pratt, Amerikaans actrice
- 24 - Wietse van Alten, Nederlands boogschutter
- 25 - Ricardo Gardner, Jamaicaans voetballer
- 25 - Stanislav Kravtsjoek, Oekraïens freestyleskiër
- 25 - Denise Mosbach, Nederlands hockeyster
- 26 - Thomas van Aalten, Nederlands auteur
- 26 - Gashaw Asfaw, Ethiopisch atleet
- 26 - Robert Kipkoech Cheruiyot, Keniaans atleet
- 26 - Gert-Jan Liefers, Nederlands atleet
- 26 - Judith Meulendijks, Nederlandse badmintonster
- 27 - Brad Arnold, Amerikaans zanger en drummer (3 Doors Down)
- 27 - Mihaela Ursuleasa, Roemeens pianiste (overleden 2012)
- 28 - Kenneth Ferrie, Brits golfer
- 29 - Karel Klaver, Nederlands hockeyer
- 29 - Karen Putzer, Italiaans alpineskiester
- 30 - Angela Esajas, Nederlands presentatrice

### oktober
- 1 - Caroline Calvé, Canadees snowboardster
- 2 - Ayumi Hamasaki, Japans popzangeres
- 3 - Monique Jansen, Nederlands atlete
- 3 - Claudio Pizarro, Peruviaans voetballer
- 6 - Benjamin Maiyo, Keniaans atleet
- 7 - Simon Schoch, Zwitsers snowboarder
- 8 - Ewout Holst, Nederlands zwemmer
- 9 - Nicky Byrne, Iers zanger
- 9 - Jacob Carstensen, Deens zwemmer
- 9 - Daniel Haglöf, Zweeds autocoureur
- 9 - Lee McConnell, Schots atlete
- 10 - Casey Benjamin, Amerikaans jazzmuzikant, producent en songwriter (overleden 2024)
- 10 - Caroline Evers-Swindell, Nieuw-Zeelands roeister
- 10 - Georgina Evers-Swindell, Nieuw-Zeelands roeister
- 10 - Andi Jones, Brits atleet
- 10 - Jodi Lyn O'Keefe, Amerikaans actrice
- 10 - Wende Snijders, Nederlands zangeres
- 11 - Reinfried Herbst, Oostenrijks alpineskiër
- 12 - Baden Cooke, Australisch wielrenner
- 13 - Markus Heikkinen, Fins voetballer
- 13 - Jermaine O'Neal, Amerikaans basketballer
- 14 - Frank Evenblij, Nederlands tv-presentator en programmamaker
- 14 - Paul Hunter, Brits snookerspeler (overleden 2006)
- 14 - Usher, Amerikaans R&B-zanger
- 15 - Boško Balaban, Kroatisch voetballer
- 18 - Salima Belhaj, Nederlands politica
- 20 - Tom Piceu, Belgisch schaker
- 20 - Denise van Rijswijk, Hongaars-Nederlands zangeres
- 20 - Anthony Taylor, Engels voetbalscheidsrechter
- 23 - Bart van den Brink, Nederlands politicus
- 23 - Archie Thompson, Australisch voetballer
- 25 - Robert Madden, Schots voetbalscheidsrechter
- 26 - Salim Sdiri, Frans verspringer
- 27 - Vanessa-Mae, Brits violiste
- 28 - Fleur Pieterse, Nederlands paralympisch sportster
- 28 - Marietje Schaake, Nederlands politica
- 29 - Judith Baarssen, Nederlands atlete
- 29 - Martin Lel, Keniaans atleet
- 30 - Tom Zirbel, Amerikaans wielrenner
- 31 - Inka Grings, Duits voetbalster
- 31 - Martin Verkerk, Nederlands tennisser

### november
- 1 - Elbekay Bouchiba, Nederlands voetballer
- 1 - Danny Koevermans, Nederlands voetballer
- 1 - Sonja Lang, Canadese linguïste
- 1 - Caren Meynen, Vlaams radiopresentatrice
- 2 - Christian Gyan, Ghanees voetballer (overleden 2021)
- 2 - Avard Moncur, Bahamaans atleet
- 2 - Noah Ngeny, Keniaans atleet
- 2 - Alexander Östlund, Zweeds voetballer
- 2 - Ana-Maria Pauletta, Curaçaos politica
- 4 - Marcel Costa, Spaans autocoureur
- 4 - Francesco Testi, Italiaans acteur
- 4 - Gorka Verdugo, Spaans wielrenner
- 5 - Nasrdin Dchar, Nederlands acteur
- 5 - Gian Maria Gabbiani, Italiaans autocoureur
- 5 - Karlijn Petri, Nederlands hockeyster
- 5 - Nerena Ruinemans, Nederlands miss
- 6 - Sandrine Blancke, Belgisch actrice
- 6 - Taryn Manning, Amerikaans actrice en singer-songwriter
- 6 - Eric Estornel, Amerikaans dj bekend als "Maceo Plex"
- 7 - Rio Ferdinand, Engels voetballer
- 7 - Jan Vennegoor of Hesselink, Nederlands voetballer
- 8 - Tim de Cler, Nederlands voetballer
- 8 - Brenny Evers, Nederlands voetballer
- 8 - Nate Holland, Amerikaans snowboarder
- 8 - Ali Karimi, Iraans voetballer
- 9 - Sisqó, Amerikaans zanger
- 10 - Ralf Åkesson, Pools schaker
- 10 - Nadine Angerer, Duitse voetbalster
- 11 - Erik Edman, Zweeds voetballer
- 12 - Eric Addo, Ghanees voetballer
- 12 - Magdaline Chemjor, Keniaans atlete
- 12 - Thomson Cherogony, Keniaans atleet
- 12 - Alexandra Maria Lara, Duits actrice
- 13 - Melanie Bonajo, Nederlands kunstenares
- 13 - Shen Xue, Chinees kunstschaatsster
- 14 - Elvis Sina, Albanees voetballer
- 15 - Zhou Chunxiu, Chinees atlete
- 15 - Eva Rovers, Nederlands kunsthistorica en biografe
- 16 - Carolina Parra, Braziliaans gitarist en drummer
- 17 - Zoë Bell, Nieuw-Zeelands stuntvrouw en actrice
- 17 - Otto-Jan Ham, Nederlands dj, radio- en tv-presentator
- 17 - Marisa Heutink, Nederlands dj
- 17 - Rachel McAdams, Canadees actrice
- 17 - Kurtis Roberts, Amerikaans motorcoureur
- 17 - Bram Ronnes, Nederlands beachvolleyballer
- 18 - Azubuike Oliseh, Nigeriaans voetballer
- 18 - Trent Wilson, Australisch wielrenner
- 19 - Mahe Drysdale, Nieuw-Zeelands roeier
- 19 - Marijn de Vries, Nederlands wielrenster en journaliste
- 20 - Jean-François Bedenik, Frans voetballer
- 20 - Mads Vibe-Hastrup, Deens golfer
- 21 - Chucks Nwoko, Maltees-Nigeriaans voetballer
- 22 - Sicco Janmaat, Nederlands schaatser
- 22 - Sammy Kipruto, Keniaans atleet
- 22 - Francis Obikwelu, Nigeriaans-Portugees atleet
- 23 - Silke Müller, Duits hockeyster
- 23 - Terrence Trammell, Amerikaans atleet
- 24 - Katherine Heigl, Amerikaans actrice
- 24 - Jari Ilola, Fins voetballer
- 25 - Nate Dusing, Amerikaans zwemmer
- 25 - Lauren Hewitt, Australisch atlete
- 25 - Isaac Macharia Wanjohi, Keniaans atleet
- 25 - Marcus Marshall, Australisch autocoureur
- 27 - José Iván Gutiérrez, Spaans wielrenner
- 27 - Radek Štěpánek, Tsjechisch tennisser
- 28 - Ayman Abdelaziz, Egyptisch voetballer
- 28 - Denis Flahaut, Frans wielrenner
- 28 - Jonílson, Braziliaans voetballer
- 28 - Yu Lijun, Chinees waterpoloër
- 28 - Haytham Tambal, Soedanees voetballer
- 28 - Tiny Legs Tim (= Tim De Graeve), Belgisch bluesgitarist en singer-songwriter (overleden 2022)
- 29 - Lauren German, Amerikaanse actrice
- 29 - Dimitrios Konstantopoulos, Grieks voetballer
- 29 - Benoît Langendries, Belgisch politicus
- 30 - Gael García Bernal, Mexicaans acteur
- 30 - Pierrick Fédrigo, Frans wielrenner
- 30 - Chris Thompson, Amerikaans zwemmer

### december
- 1 - Camille Cottin, Frans actrice
- 1 - Li Weifeng, Chinees voetballer
- 2 - Nelly Furtado, Canadees zangeres
- 2 - Fonsi Nieto, Spaans motorcoureur
- 2 - Maëlle Ricker, Canadees snowboardster
- 4 - Susanne Ekman, Zweeds alpineskiester
- 5 - Peter Hlinka, Slowaaks voetballer
- 5 - Wieke Paulusma, Nederlands politica (D66)
- 8 - Ian Somerhalder, Amerikaans acteur en model
- 9 - Gastón Gaudio, Argentijns tennisser
- 10 - Nicole Hackett, Australisch triatlete
- 10 - Joseph Mutua, Keniaans atleet
- 10 - Arjan Vliegenthart, Nederlands politicus
- 11 - Ben Day, Australisch wielrenner
- 11 - Nadia Styger, Zwitsers alpineskiester
- 12 - Marc Basseng, Duits autocoureur
- 14 - Tiaan Kannemeyer, Zuid-Afrikaans wielrenner
- 14 - Steffen Morrison, Nederlands soulzanger en liedjesschrijver
- 14 - Patty Schnyder, Zwitsers tennisster
- 15 - Mark Jansen, Nederlands zanger en gitarist
- 15 - Christophe Rochus, Belgisch tennisser
- 15 - Aleksei Svirin, Russisch roeier
- 16 - Samora Bergtop, Nederlands actrice
- 16 - Brayton Biekman, Nederlands voetballer
- 16 - Sylvia van Ommen, Nederlands illustratrice en cartooniste
- 17 - Kirill Ladygin, Russisch autocoureur
- 17 - Manny Pacquiao, Filipijns bokser
- 18 - Josh Dallas, Amerikaans acteur
- 18 - Katie Holmes, Amerikaans actrice
- 18 - Chana Masson, Braziliaans handbalster
- 18 - Xandee, Belgisch zangeres
- 19 - Nicolas Fritsch, Frans wielrenner
- 19 - Antoni Soldevilla, Spaans voetballer
- 20 - Geremi Njitap, Kameroens voetballer
- 20 - Bouabdellah Tahri, Frans atleet
- 21 - Emiliano Brembilla, Italiaans zwemmer
- 22 - Emmanuel Olisadebe, Nigeriaans-Pools voetballer
- 22 - James Rotich, Keniaans atleet
- 23 - Hanne Troonbeeckx, Vlaams presentatrice
- 26 - Jackson Koech, Keniaans atleet
- 26 - Laura Turpijn, Nederlands mountainbikester
- 27 - Antje Buschschulte, Duits zwemster
- 27 - An Jaspers - Vlaams model en presentatrice
- 27 - Lisa Jakub, Canadees actrice
- 27 - Svetlana Kljoeka, Russisch atlete
- 27 - Aleksej Koelbakov, Wit-Russisch voetbalscheidsrechter
- 28 - Tara van den Bergh, Nederlands actrice en model
- 28 - John Legend, Amerikaans soul- en R&B-zanger, tekstschrijver en producent
- 29 - Sammy Baloji, Congolees fotograaf
- 29 - David Kiptanui, Keniaans atleet
- 29 - Brian Pinas, Nederlands voetballer
- 29 - Angelo Taylor, Amerikaans atleet
- 29 - Rob Wielaert, Nederlands voetballer
- 30 - Phillips Idowu, Brits atleet
- 30 - Diego Romanini, Italiaans autocoureur

### datum onbekend
- Charlotte Hoogakker, Nederlands regisseuse en documentairemaakster
- Damir Imamović, Bosnisch zanger, songwriter en musicus
- Thijs Niemantsverdriet, Nederlands journalist
- O-Shen, Papoea-Nieuw-Guinees rapper
- Jeroen Perceval, Belgisch filmmaker, acteur en rapper
- Mary Ptikany, Keniaans atlete
- Perdiep Ramesar, Surinaams-Nederlands journalist en communicatieadviseur
- Lucas Waagmeester, Nederlands tv-journalist, NOS-buitenlandcorrespondent

## Weerextremen in België
- 3 januari: Hevige onweders over hele land. Veel schade in verschillende streken.
- 22 maart: Sneeuwlaag met een dikte van maximum 30 centimeter in Hoge Venen.
- 27 maart: Einde van 10 dagen vorst in Mont-Rigi (Waimes).
- 10 mei: Natste mei-decade van de eeuw, met 98,3 mm neerslag in Ukkel.
- 2 juni: 52 mm neerslag in Elsene en 78 mm neerslag in Maredsous (Anhée).
- 3 juni: 85 mm neerslag in Gospinal (Jalhay).
- 28 augustus: Minimumtemperatuur in de vallei van de Lesse in Rochefort: 0 °C.
- 9 december: Tornado met veel schade in de streek van Poperinge.
- 31 december: Meest spectaculaire temperatuurdaling met 17 °C in 24 uur in Ukkel (min.temp. 30ste: 7 °C en 31ste: –10,3 °C).

Bron: KMI Gegevens Ukkel 1901-2003 met aanvullingen